# Mindaugas Lukauskis
Mindaugas Lukauskis, né le 19 mai 1979 à Panevėžys en Lituanie, alors au sein de l'URSS, est un joueur lituanien de basket-ball.

## Carrière
Lukauskis commence le basket-ball à Panevėžys, où il attire l'attention de la Ligue lituanienne de basket-ball. En 2001, il rejoint Sakalai. En 2002, il signe pour un an avec Alytus, où il est le meilleur marqueur de l'équipe. En 2003, il rejoint le Lietuvos rytas. En 2006, Lukauskis est avec Tomas Delininkaitis un joueur majeur du banc avant d'intégrer durant la saison 2007 le cinq majeur. Il prend part aux Jeux olympiques de Pékin avec l'équipe nationale lituanienne, finissant à la quatrième place, marquant 20 points le 16 août 2008 contre la Croatie.
En finale de l'Eurocoupe le 4 avril 2009, il réussit un tir décisif de 10 mètres qui lui permet d'être à cette date le seul joueur à disputer sa troisième finale de l'Eurocoupe, puis d'en devenir alors le seul double vainqueur. En juillet 2009, il rejoint le club français de l'ASVEL pour deux ans,.
En 2007-2008, il compile 8,4 points, 2,6 rebonds, 2,1 passes et 1,5 interception en 23 minutes, en Euroligue, puis 9,9 points, 3,4 rebonds et 2,2 passes en EuroCoupe, épreuve qu'il remporte en 2008-2009. À l'ASVEL, il est associé sur les ailes à Benjamin Dewar et Laurent Foirest.

## Anciennes équipes
- Panevežys (1996-2001)
- Sakalai (2001-2002)
- Alytus (2002-2003)
- Lietuvos rytas (2003-2009)
- ASVEL (2009-2010)
- Oldenbourg (2010-2011)
- Barcellona (2011-2012)
- Valencia (2012)
- Tofaş (2013)
- Bilbao (2013)
- Prienai (2013-2014)
- Lietuvos rytas (2014-2016)
- Panevėžio Lietkabelis (2016-2017)
- Lietuvos rytas (2017-2018)
- BC Prienai (2018-2020)
- KK Šiauliai (depuis 2020)

## Palmarès
- Vainqueur de la Coupe du Président de la Ligue baltique : 2008
- Vainqueur de la coupe de la LKF : 2009
- Champion de l'ULEB Cup : 2005, 2009
- Champion de la Ligue baltique : 2006, 2007, 2009
- Champion de la LKL : 2006, 2009
- Vainqueur de la semaine des As : 2010
- MVP de la semaine des As : 2010